# Aspås församling
Aspås församling är en församling i Krokoms pastorat i Norra Jämtlands kontrakt i Härnösands stift. Församlingen ligger i Krokoms kommun i Jämtlands län.

## Administrativ historik
Församlingen har medeltida ursprung. 
Församlingen var tidigt annexförsamling i pastoratet  Ås och Aspås för att sedan från 1400-talet vara annexförsamling i pastoratet Rödön, Näskott och Aspås och där även Ås församling ingått från 1400-talet till 1 maj 1935 och från 1962. Församlingen ingick från 1962 till 2018 i Rödön, Näskott, Aspås och Ås pastorat för att därefter ingå i Krokoms pastorat.

## Kyrkor
- Aspås kyrka